# Gioco di guadagno-campo
Sotto il termine di gioco di guadagno-campo, si trovano attività sportive di due tipi:
1) sport collettivi riconosciuti che sono affiliati a federazioni. Si tratta di sport da competizione.
2) attività di educazione fisica e sportiva per sviluppare il senso collettivo e l'abilità dei bambini.

## Giochi di guadagno-campo (sport collettivi di competizione)

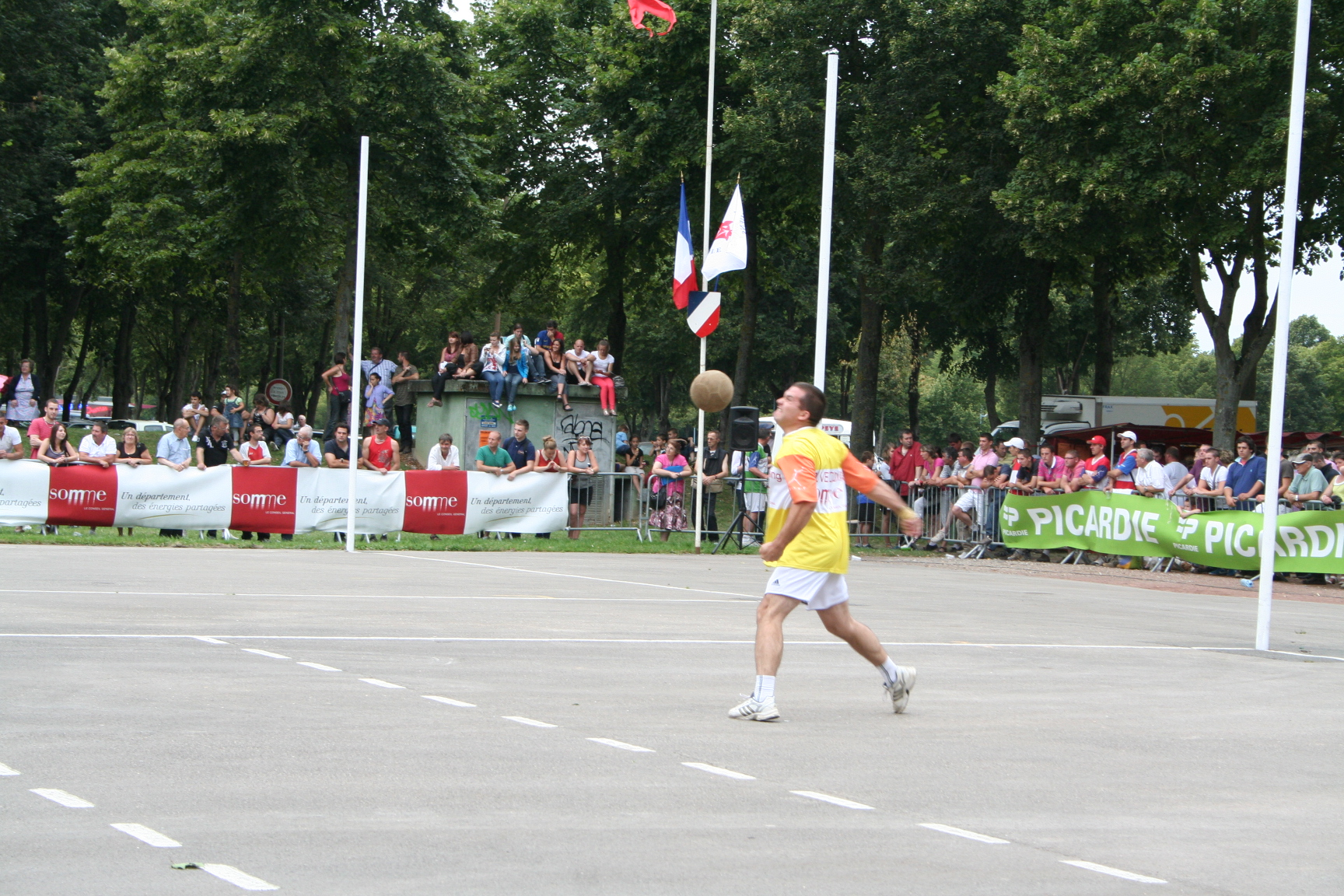
Pallone a pugno

I giochi di guadagno-campo sono sport collettivi che si giocano con una piccola palla o una palla. Si giocano spesso all'aperto su un ballodrome ma possono anche praticare in sala.

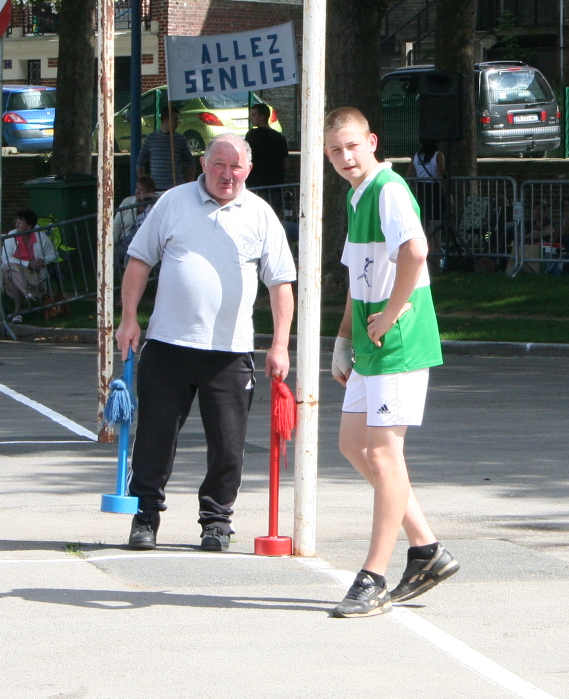
Le due asticelle in rosso e blu per segnalare le cacce portate da un arbitro

Le regole cambiano un po' a seconda dello sport in questione, ma i principi di base rimangono gli stessi da un gioco all'altro.
I giochi di guadagno-campo si caratterizzano in particolare per l'utilizzo delle cacce che indicano il limite tra le due squadre.
I punti si contano per «quindici»: 15, 30, 40 e gioco, come al tennis oggi.

### Diversi giochi
Il jeu de paume che comprende due discipline:
- la courte paume
- la longue paume

Sport praticati in Francia e Belgio:
- il pallone a pugno (ballon au poing)
- la balle pelote
- la balle au tamis
- la palla a mano (balle à la main)
- il pallone col bracciale, specialità proveniente dall'Italia

ma anche in Spagna:
- il llargues, variante di palla valenciana
- il rebot
- il laxoa

e nel mondo:
- il «Gioco internazionale»[1] (Campionato mondiale di sport sferistici)

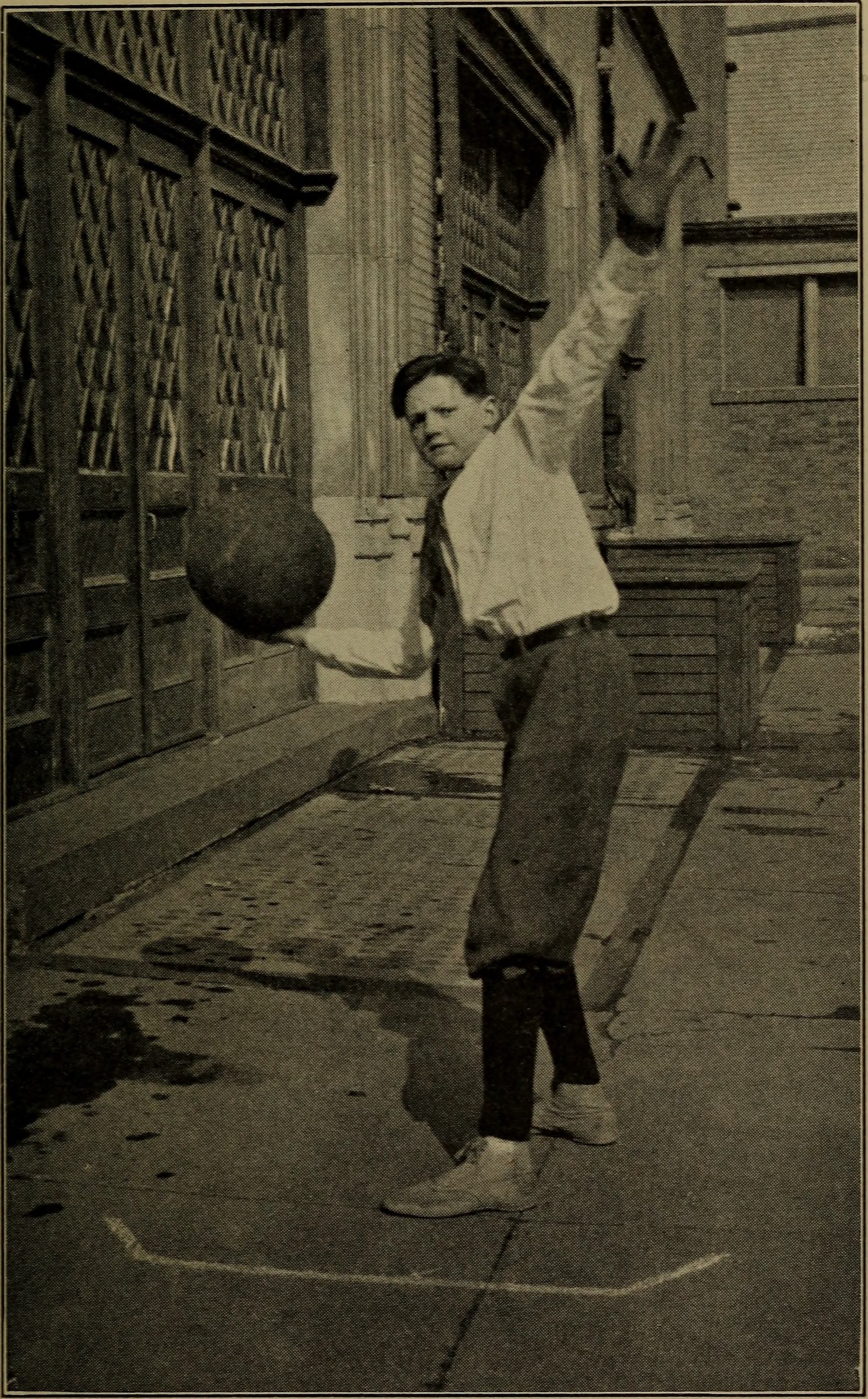
Guadagno-campo con pallone in una scuola

## Istruzione fisica e sportiva per bambini
Si tratta di attività praticate nei modi di apprendimento in "educazione fisica e sportiva" per bambini dai 3 ai 12 anni circa.
Si può praticare con attrezzi come: un pallone, una palla, un anello, un sacco di semi, un sacco di sabbia. In questa attività, spesso si preferisce utilizzare oggetti che non rimbalzano troppo.